# Eday
Die zu den schottischen Orkney gehörende, bewohnte Insel Eday (Isthmus-Insel) liegt gut 30 km nordnordöstlich von Kirkwall, der Hauptstadt des Archipels und hat eine maximale Länge (Süd-Nord) von zwölf Kilometern bei einer Breite von vier Kilometern. An der schmalsten Stelle in der Mitte (am Loch of Doorny) ist sie nur wenige 100 Meter breit. Eday hat eine Fläche von 27,54 km² und 160 Einwohner.
Höchste Erhebung der aus mittelaltem Rotsandstein bestehenden fruchtbaren Insel ist mit 101 m der im Süden gelegene Ward Hill. Der Steinbruch von Fresness lieferte die Steine zum Bau der St.-Magnus-Kathedrale. Im Norden, bei Red Head, fallen die spektakulären roten Klippen steil ab.
Noch heute hat der Abbau von Torf und Kalkstein sowie Viehzucht und Fischerei eine gewisse Bedeutung, zahlreiche Einwohner leben aber von der Erdölindustrie und vom Tourismus. Hier ist besonders die Eday Community Associaten zu erwähnen, eine hauptsächlich aus den Frauen der Insel bestehende Kooperative, die sich um den Tourismus kümmert. In einem Vogelreservat am Loch Mill sind seltene Vögel wie der Sterntaucher zu sehen. An der Küste brütet der Eissturmvogel und eine Kormorankolonie liegt auf dem Calf.

## Sehenswürdigkeiten

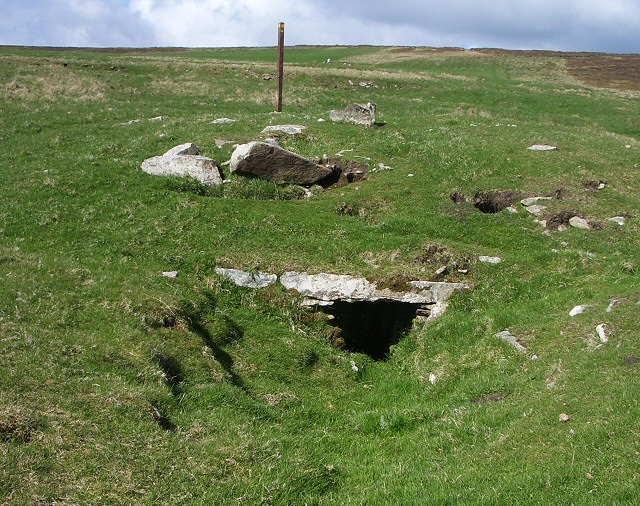
Huntersquoy – im Vordergrund der Zugang zum unteren Bereich, während die hinteren großen Steine zum zerstörten Obergeschoss gehören

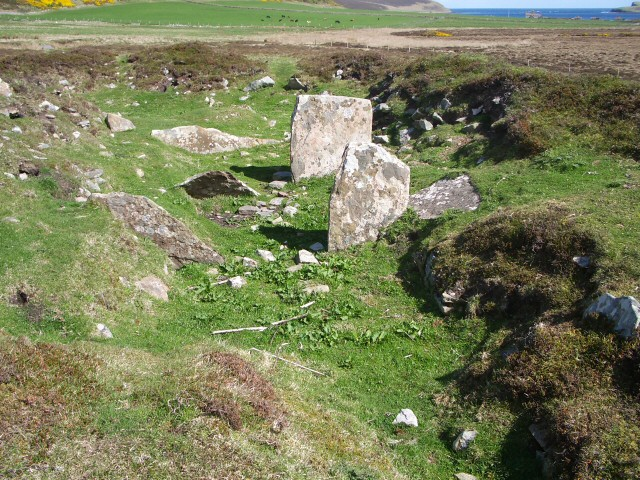
Breaside

- Carrick House; wo der Pirat John Gow 1725 gefangen genommen wurde.
- verschiedene Formen alter Mühlen
- zwei Ancient cooking places an der Südwestküste
- Castle of Stackel Brae

Prähistorische Sehenswürdigkeiten sind der Stone of Setter, ein 4,5 Meter hoher Menhir im Nordteil der Insel und der Fold of Setter eine 85–90 m große runde Wallanlage sowie die jungsteinzeitliche Megalithanlage von Braeside, eine kleine Anlage, die als Stalled Cairn bezeichnet wird. Huntersquoy, ist ein zwei-etagiges Passage tomb und Vinquoy eine Anlage des Maeshowe-Typs, jedoch mit stark verschobener Anordnung der Seitenkammern. Weitere „Chambered Tombs“ liegen in der Nähe der Mill Bay.

## Verkehr
Es gibt sowohl Fähren (von Backaland pier) nach Mainland, Stronsay und Sanday, als auch Flugverbindungen von Edays „London airport“. Privat kann man eine Überfahrt zur kleinen Nachbarinsel Calf of Eday organisieren, die durch mehrere interessante Megalithanlagen besticht.